# ネニチェスクのインドール合成
ネニチェスクのインドール合成（Nenitzescu indole synthesis）は、ベンゾキノンとβ-アミノクロトン酸エステルから5-ヒドロキシインドール誘導体を合成する化学反応である。